# 拉瓦雷
拉瓦雷（法語：Lavaré，法語發音：[lavaʁe]）是法国萨尔特省的一个市镇，位于该省东部，属于马梅尔斯区。

## 地理
拉瓦雷（48°3'12"N, 0°38'41"E）面积22.88 平方千米，位于法国卢瓦尔河地区大区萨尔特省，该省份为法国西北部内陆省份，北起顺时针与奥恩省、厄尔-卢瓦省、卢瓦-谢尔省、安德尔-卢瓦尔省、曼恩-卢瓦尔省和马耶讷省接壤，是法国大西部的入口，连接卢瓦尔河谷、布列塔尼和巴黎盆地。
与拉瓦雷接壤的市镇（或旧市镇、城区）包括：维布赖、多隆、勒吕阿尔、圣迈克桑。

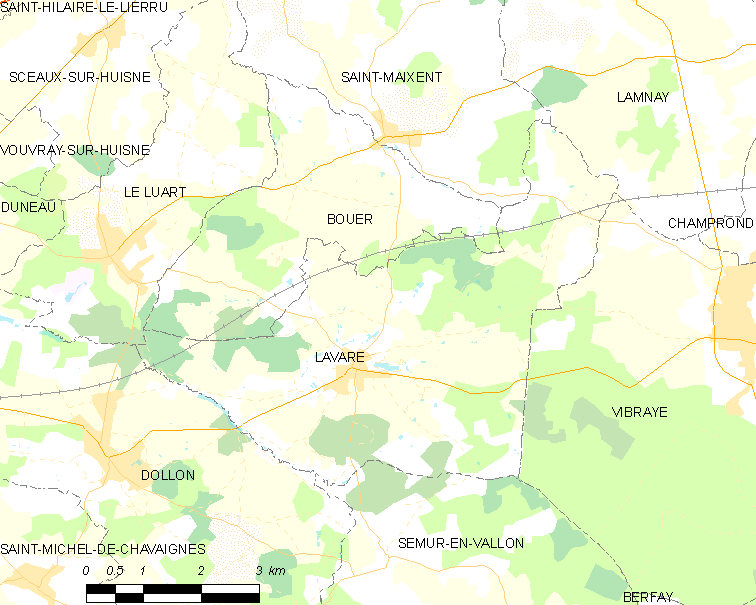
拉瓦雷的OSM定位图

拉瓦雷的时区为UTC+01:00、UTC+02:00（夏令时）。

## 行政
拉瓦雷的邮政编码为72390，INSEE市镇编码为72158。

## 政治
拉瓦雷所属的省级选区为圣卡莱县。

## 人口

1962-2008年间拉瓦雷人口变化图示

拉瓦雷于2022年1月1日时的人口数量为817人。